# Šimon Peres
Šimon Peres (heb.: שִׁמְעוֹן פֶּרֶס; Wiszniew, Poljska, sada Višneva, Bjelorusija, 16. kolovoza 1923. – Tel Aviv, Izrael, 28. rujna 2016.), izraelski političar, bivši predsjednik vlade pa predsjednik države Izraela.

## Životopis
Rođen kao Szymon Perski. Godine 1934. s obitelji emigrirao u Palestinu. Bio je član Laburističke stranke do prosinca 2005. godine. Bio je osmi po redu premijer Izraela, i to u dva mandata, 1984. – 86, te 1995. – 96., zatim ministar vanjskih poslova Izraela, 2001. – 02., te zamjenik premijera koalicijske vlade pod Arielom Sharonom početkom 2005. godine. 
Godine 1994. Peres je dobio Nobelovu nagradu za mir zajedno s Yitzhakom Rabinom i Yasserom Arafatom, za njihove napore u uspostavljanju mira koja su rezultirala sporazumom u Oslu. Peres nikada nije osvojio nacionalne izbore, iako je u više navrata bio prvi čovjek Laburističke stranke. Nedavno je napustio Laburiste i dao potporu Kadimi, novoosnovanoj stranci Ariela Sharona.
Dana 13. lipnja 2007. godine Peres je u drugom krugu glasovanja u izraelskom Parlamentu (Knesset), a dužnost je preuzeo 15. srpnja. Njegov prethodnik, Moshe Katsav, najprije je suspendiran, a zatim je 1. srpnja podnio ostavku na predsjedničku dužnost. Dužnost predsjednika prestao je obnašati u 24. srpnja 2014. godine. Umro je zbog moždanog udara 28. rujna 2016. godine.